# Nisiros (gmina)
Nisiros (gr. Δήμος Νισύρου, Dimos Nisiru) – gmina w Grecji, w administracji zdecentralizowanej Wyspy Egejskie, w regionie Wyspy Egejskie Południowe, w jednostce regionalnej Kos. W jej skład wchodzi między innymi wyspa Nisiros. Siedzibą gminy jest miejscowość Mandraki. W 2011 roku liczyła 1008 mieszkańców.